# Anião da Estrada
Anião de Estrada, também conhecido como Anaia Vestrares, Anaia Vestrariz e Anião Trestaris (m. depois de 1130) foi um cavaleiro nobre e militar das Astúrias, junto a Lhanas de San Vicente de la Barquera da Cantábria, que foi para o Condado Portucalense e Condado de Coimbra com o conde Dom Henrique. Nestes condados foi companheiro de armas de Gonçalo Mendes da Maia, o Lidador, com quem combateu contra os mouros. Antepassado dos Góis, confirmou vários documentos régios desde 1106 até 1130.António Brandão diz ter visto a carta de doação de Góis, feita pela Rainha D. Teresa e pelo Infante seu filho a Dom Anião (Trestaris ou Vestraris), outro fidalgo do mesmo tempo.O autor D. Pedro Conde de Barcelos, no seu livro "Nobiliário...editado em Roma por Estevan Paolinio, MDCXL" distingue D. Anião de Estrada e Anaya Trastares. O autor Fr. António Brandão "Monarquia Lusitana - impresso em Lisboa no Mosteiro de S. Bernardo em 1632", faz a mesma distinção, D. Anião de Estrada e Anião (Trestaris ou Vestraris) todavia diz "pouco importar a qual dos dois se fez a mesma doação" dado que aos herdeiros de Anião de Estrada se deu continuidade ao senhorio de Góis, e na ligação posterior aos Silveiras.
Recebeu de Dona Teresa, viúva do conde D. Henrique, e de seu filho o infante D. Afonso Henriques, futuro Rei de Portugal, a carta onde D. Teresa «confia os castelos de Góis e de 
Bordeiro, numa data desconhecida entre 1113 e 1117». [a]

## Relações familiares
Foi casado com Ermesinda de quem teve três filhos:
- Maria Anaia casada com Gonçalo Dias de Góis, alcalde de Coimbra (1126-1137),[2] que foi senhor de Góis porque os irmãos de Maria não tinham descendência masculina.[8] Um de seus filhos, Mem Gonçalves, casou-se com a sua prima Elvira Martins, filha de Martim Anaia,[2]
- Martim Anaia (m. depois de 1169),2º Senhor de Góis casou com Elvira Afonso com quem figura em 1154. Provavelmente casou uma segunda vez com Toda Randulfes, filha de Randulfo Soleimás e viúva de Mem Estrema com teve uma filha chamada Ermesenda Martins.[1][5][9]
- João Anaia (m. 1161), foi bispo de Coimbra[5][8][10]

## Os GÓIS[11]
- Maria Anaia casada com Diogo Gonçalves, tiveram:
  - Gonçalo Dias de Góis a que chamarão o Cid,3ºSenhor de Góis e que acompanhou El Rey D. Afonso na Batalha de Ourique e o terá aconselhado a fazer o Mosteiro de S. Cruz de Coimbra. Foi casado com D. Elvira Frojaz filha de D. Frojaz Vermuiz e de D. Elvira Gonçalves de VillaLobos e tiveram:
    - Salvador Gonçalves de Góis, 4ºSenhor de Góis que foi casado com D. N. Mendes, filha de D. Mendafonso de Refoios e de D. Gontinha Pais da Silva, tiveram:
      - Pero Salvador de Góis, 5ºSenhor de Góis casado com D. Espezade Farinha Nunes, filha de D. Nuno de Espezade, que tiveram:
        - Vasco Pires Farinha de Góis, 6º Senhor de Góis, que com D. Marinha Pires, tiveram:
          - Gonçalo Vasques de Góis, 7º Senhor de Góis;
          - Álvaro Vasques;
          - D. Maria Vasques casou com Vasco Rodrigues, filho de Rui Pais Viegas. Deste casamento nasceram:
            - Martim Vasques de Góis, 8ºSenhor de Góis por falecimento do seu tio Gonçalo Vasques de Góis 7ºSenhor de Góis. Este Martim Vasques de Góis foi casado com uma filha de Martim Afonso de Melo e de sua esposa D. Mecia/Maria Vasques, filha de Vasco Martins de Resende e D. Guiomar Martins.

          - D. Mór Vasques;

        - D. Afonso Pires Farinha que foi Prior, Senhor de Miranda em 1304 por mercê d'El Rei D. Afonso III;
        - D. Elvira Pires;
        - D. Maria Pires;
        - D. Sancha Pires;
        - D. Teresa Pires;

## Outros GÓIS[12]
Dom Anaia, a que chamaram Trastares, teve de seu casamento:
- Ruy Martins Anaia e de seu casamento nasceram:
  - Reymão Rodrigues de Góis, que assim se chamou, pois era filho de uma irmã do Sr. de Góis. Foi Casado com D. Elvira com quem teve:
    - Garcia Reimão de Góis, que mataram em Codeceira;
    - D. Teresa Rodrigues, mulher de pedro Martins de Podentes;

- Martim Martins foi casado com Maria Pires, filha de Pedro Pombeiro, e tiveram:
  - João Martins em que nasceu de seu casamento:
    - Esteveanes, que foi casado;
    - Martim Anes, que foi casado;

- D. Ermezenda Martins